# Obisk (Mazzini)
Obisk je kratki film iz leta 2010, ki ga je napisal in režiral Miha Mazzini po svoji kratki zgodbi Pride taka noč ... iz knjige Duhovi.

## Nagrade
- Nagrada za najboljši kratki film na Festivalu slovenskega filma 2011
- Nagrada za najboljši kratki film na South East European Film Festival, Los Angeles, ZDA, 2012